# NGC 677
NGC 677 è una galassia ellittica situata nella costellazione dell'Ariete, a una distanza di circa 230 milioni di anni luce dalla nostra Via Lattea.

## Scoperta
NGC 677 è stata scoperta il 25 settembre 1886 dall'astronomo statunitense Lewis Swift.

## Descrizione
NGC 677 è una galassia attiva a righe di emissione ottica strette (NLAGN).

## Gruppo di IC 1723
La galassia NGC 677 fa parte del Gruppo di IC 1723, un raggruppamento che contiene almeno 19 galassie.
Oltre a IC 1723, le principali galassie di questo gruppo sono NGC 665, NGC 671, NGC 673, NGC 677, NGC 683, IC 156 e IC 162.
Alcune di queste galassie (come NGC 683) erano state incluse da Garcia nel Gruppo di NGC 673, mentre altre (come NGC 671 e NGC 677) erano state incluse da Mahtessian nel Gruppo di NGC 671. Tutte le galassie dei due gruppi sono ora state riunite in un unico gruppo denominato Gruppo di IC 1723, dal nome della galassia più grande del gruppo.